# Церква Успіння Пресвятої Богородиці (Татарбунари)
Це́рква Успі́ння Пресвято́ї Богоро́диці — православний храм у місті Татарбунари Білгород-Дністровського району Одеської області. Є пам'яткою архітектури.

## Історія
Перший дерев'яний храм на цьому місці був споруджений у 1814 році, тоді ж утворилася і парафія. У 1877 році на місці дерев'яної церкви було зведено новий кам'яний однопрестольний храм.
Свято-Успенська церква є одним з небагатьох храмів Бессарабії, який не закривався навіть у радянський період войовничого атеїзму.
У минулому при церкві функціонували притулок для знедолених та невелика школа. Наприкінці 1980-х років храм був офіційно визнаний, а у 1991 році його статус було зареєстровано.

## Архітектура
Храм збудовано у традиційній для XIX століття хрестоподібній формі. Зовнішнє оздоблення вирізняється ніжно-блакитними стінами та золотими куполами.
На дзвіниці встановлено шість дзвонів, частина з яких була перенесена зі старого дерев'яного храму. Вага найбільшого дзвону становить близько 700 кілограмів.

## Галерея

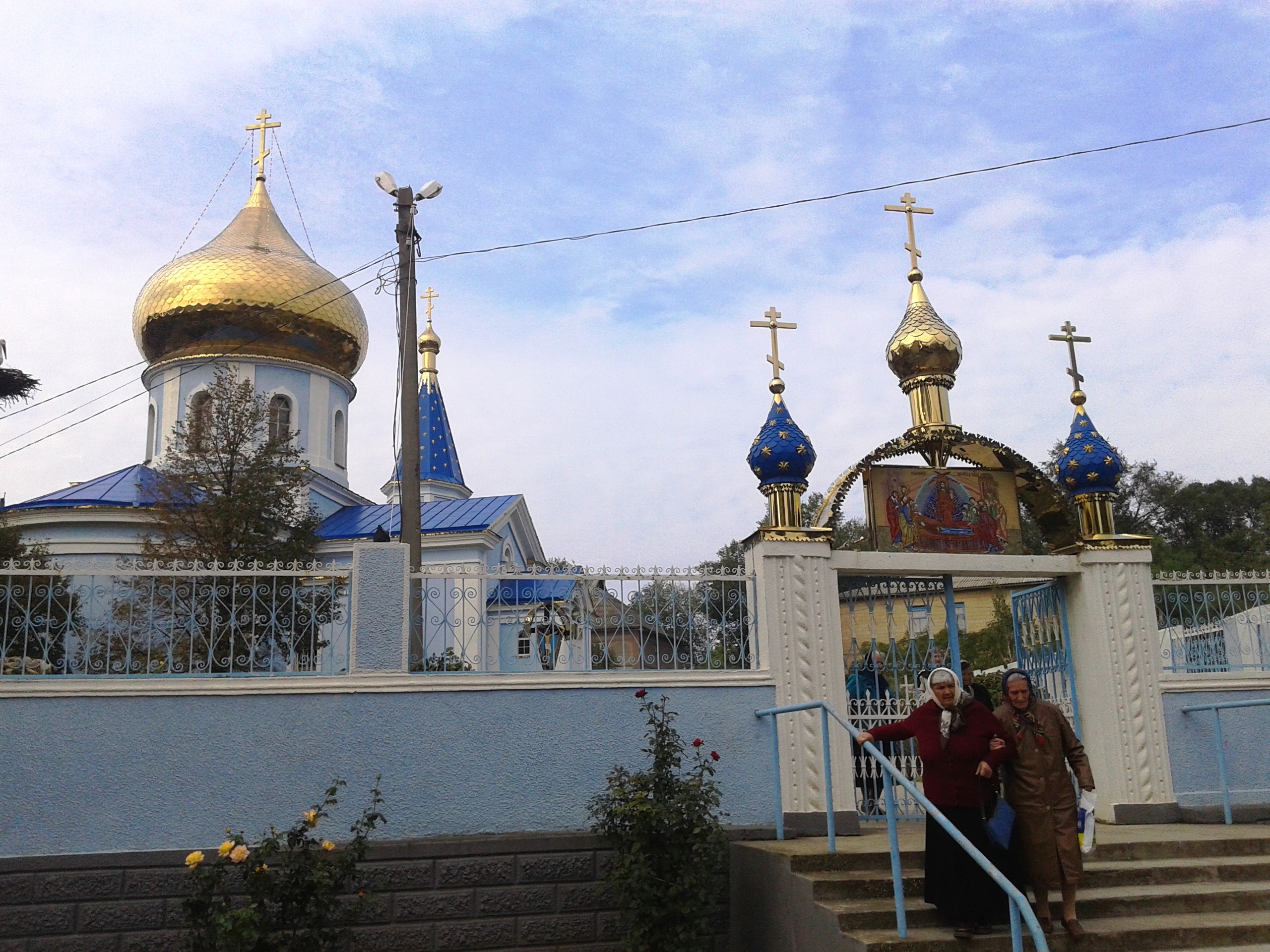
Вхідна брама церкви
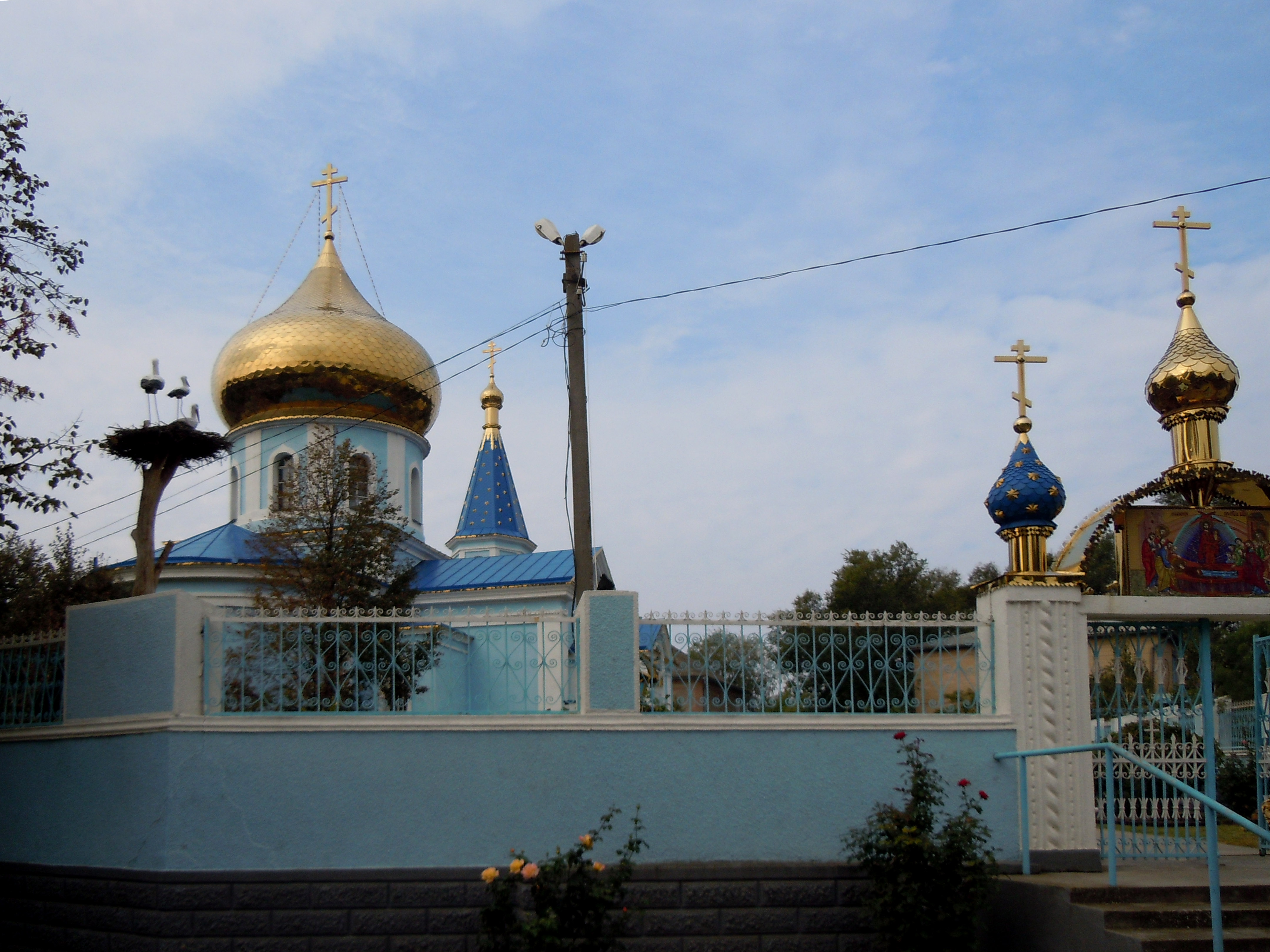
Загальний вигляд храму
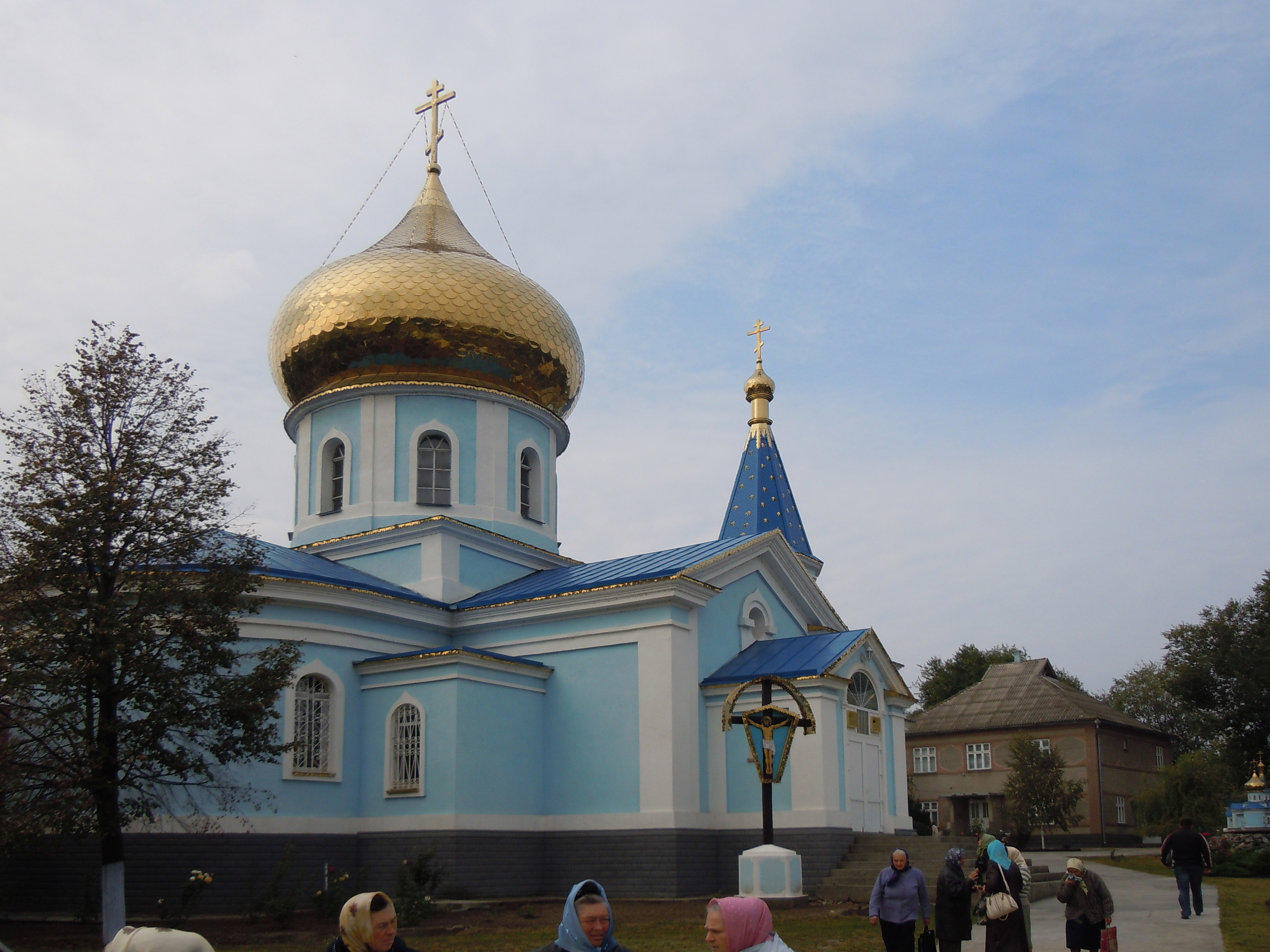
Вид на дзвіницю та куполи
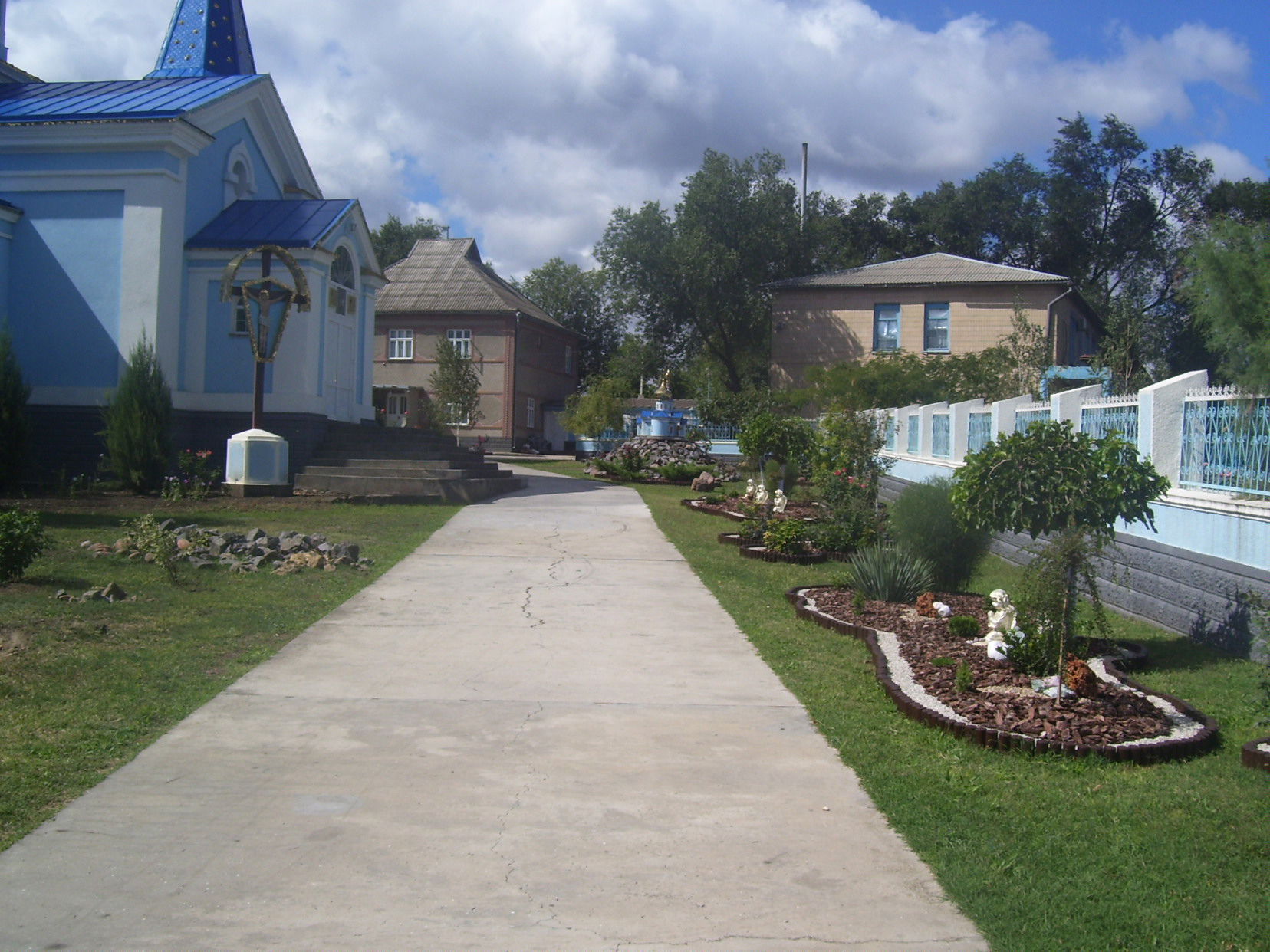
Подвір'я церкви
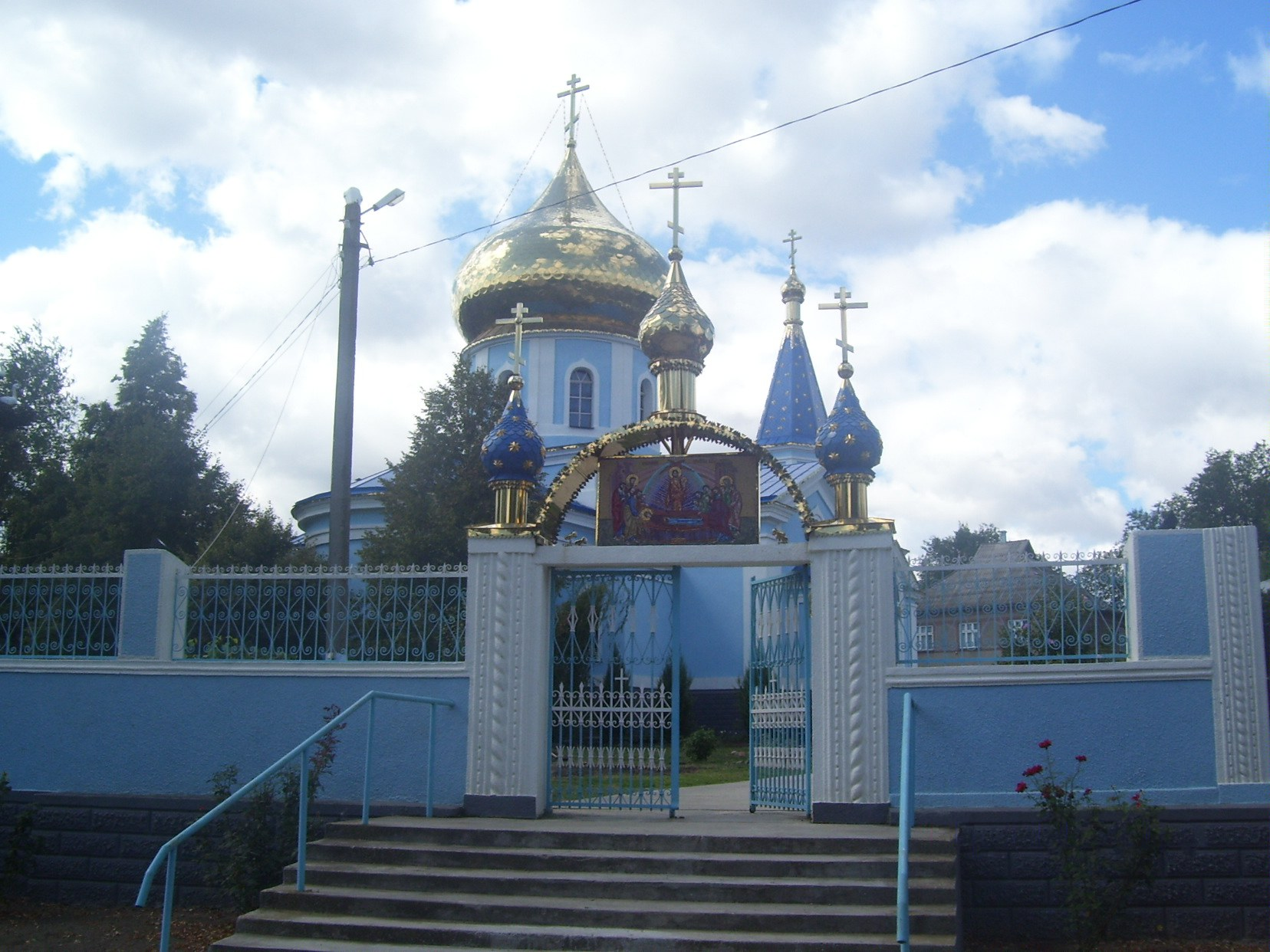
Дзвіниця
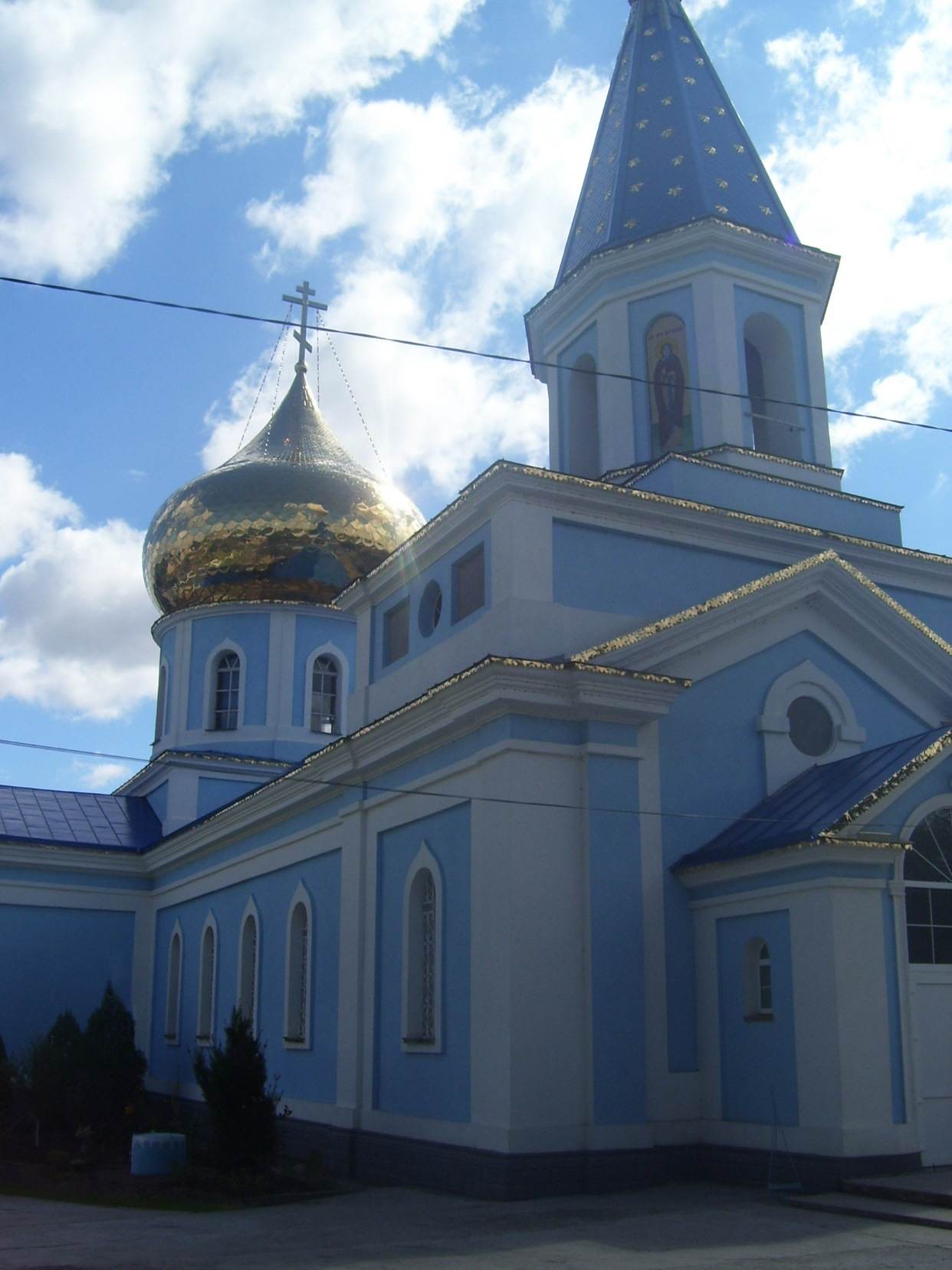
Фасад церкви
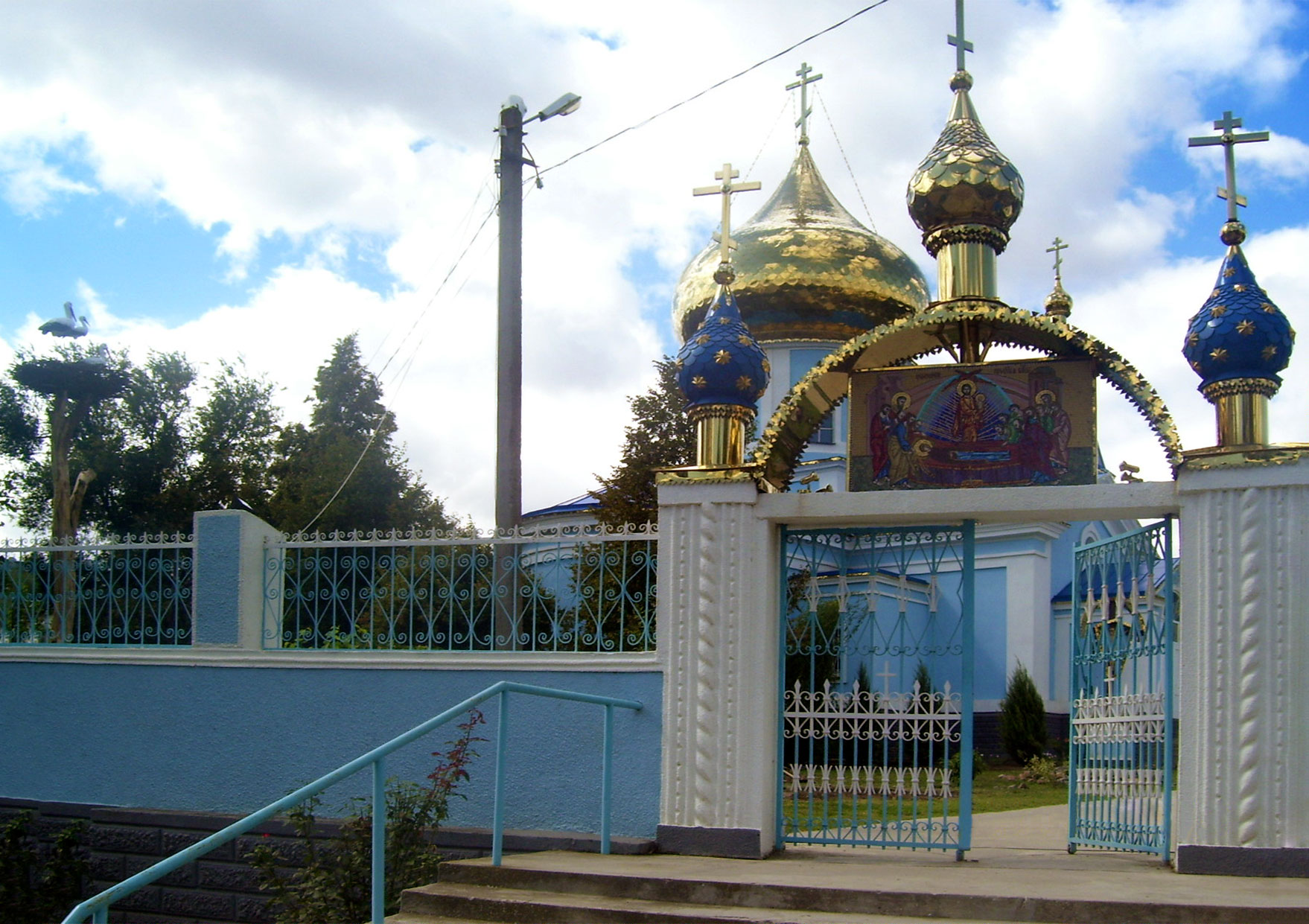
Куполи храму
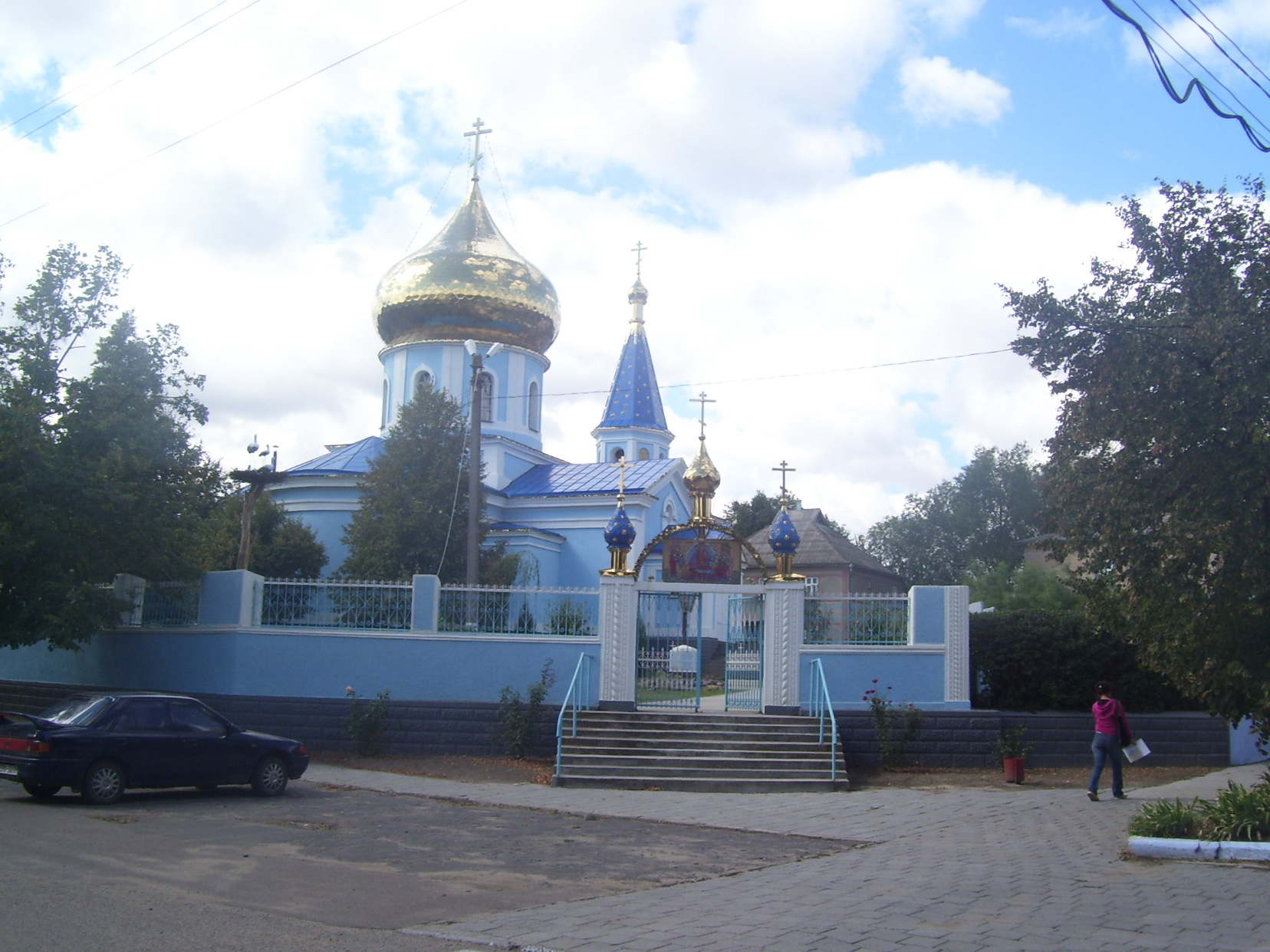
Храм та подвір'я